# Anglia Wschodnia

Anglia Wschodnia – hrabstwa Norfolk i Suffolk zaznaczone na czerwono, Cambridgeshire i Essex na jasnoczerwono

Anglia Wschodnia (ang. East Anglia) – kraina geograficzno-historyczna we wschodniej Anglii, obejmująca hrabstwa Norfolk i Suffolk, choć często zalicza się do niej także (częściowo lub w całości) hrabstwa Cambridgeshire oraz Essex.

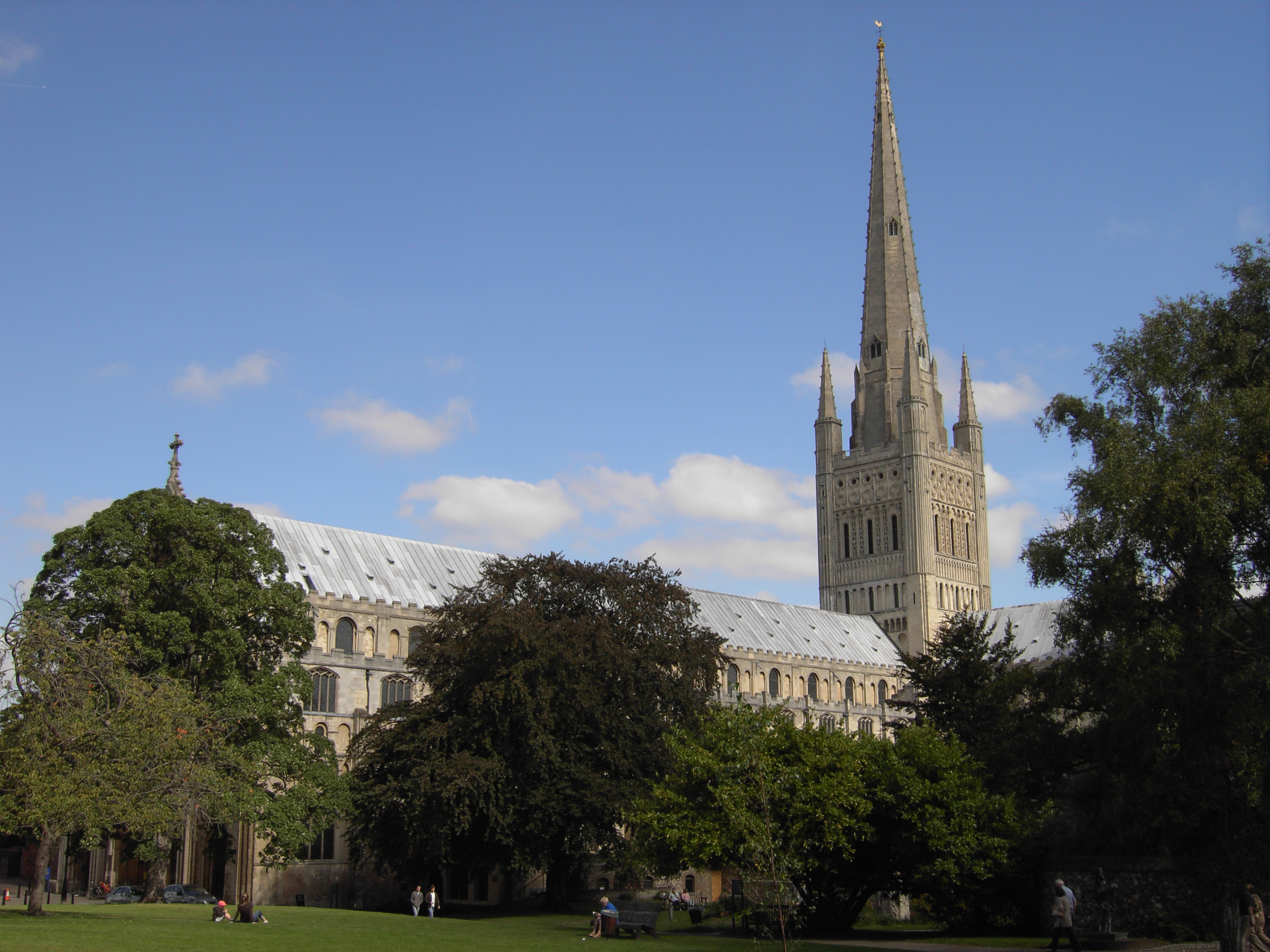
Katedra w Norwich

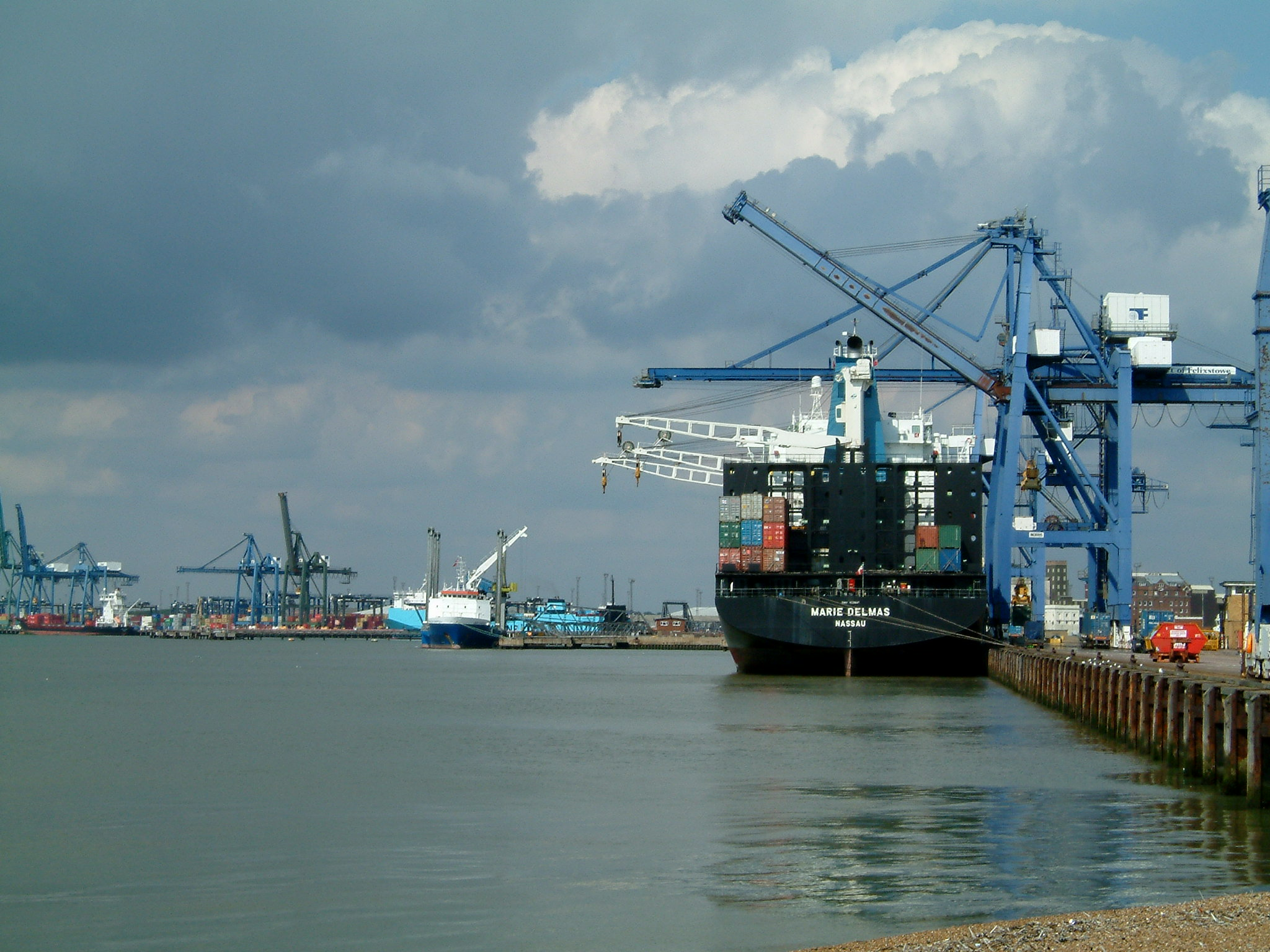
Port w Felixstowe – jeden z głównych portów towarowych Wielkiej Brytanii

## Geografia
Anglia Wschodnia jest nizinną krainą, od wschodu i północy otoczoną przez Morze Północne, a na północnym zachodzie zatokę The Wash. Na wschodnim wybrzeżu oraz w zachodniej części krainy (The Fens) teren jest w znacznej części depresyjny i pokryty torfowiskami. Środkowa część krainy pokryta jest niskimi, łagodnymi wzgórzami. Znajdują się tam źródła wielu rzek (m.in. Little Ouse, Stour, Waveney, Wensum, Wissey, Yare), które płytkimi dolinami spływają do Morza Północnego. Dodatkowo przez zachodnią część krainy przepływają rzeki Great Ouse i Nene, uchodzące do zatoki The Wash.
Głównym miastem Anglii Wschodniej jest Norwich, posiadające status city (jako jedyne we właściwej części krainy, czyli w hrabstwach Norfolk i Suffolk) i będące siedzibą Uniwersytetu Anglii Wschodniej. Innymi ważniejszymi miastami w regionie są Bury St Edmunds, Felixstowe, Great Yarmouth, Ipswich, King’s Lynn, Lowestoft i Thetford, a uwzględniając także hrabstwa Essex i Cambridgeshire – Basildon, Braintree, Cambridge, Chelmsford, Colchester, Ely, Harlow, Peterborough, Southend-on-Sea oraz Wisbech.

## Historia
Obszar Anglii Wschodniej był zamieszkany już w paleolicie, o czym świadczą m.in. pochodzące z tego okresu kopalnie krzemieni. Colchester, będący najstarszym udokumentowanym miastem na terenie Anglii, był ważnym ośrodkiem miejskim zarówno przed przybyciem Rzymian jak i w czasach rzymskich. W VI wieku na obszarze tym powstało anglosaskie Królestwo Anglii Wschodniej, które w IX wieku zostało podbite przez Duńczyków. W sporządzonej w 1086 roku na zlecenie Wilhelma Zdobywcy Domesday Book, Anglia Wschodnia widnieje jako jeden z gęściej zaludnionych i najbogatszych regionów kraju, którym pozostawała jeszcze przez kilkaset lat. Swoje bogactwo kraina zawdzięczała głównie hodowli owiec i produkcji wełny, na których opierała się gospodarka regionu. Dopiero w XVIII wieku, wraz z rewolucją przemysłową znaczenie Anglii Wschodniej zmalało na rzecz innych regionów kraju, gdzie rozwijał się przemysł włókienniczy (między innymi Yorkshire).
Współcześnie ważną dziedziną gospodarki w regionie nadal pozostaje rolnictwo, a w szczególności uprawa zbóż. Na wybrzeżu rozwinęło się rybołówstwo oraz turystyka. Wraz ze wstąpieniem Wielkiej Brytanii do Wspólnoty Europejskiej w Felixstowe powstał jeden z największych portów towarowych Wielkiej Brytanii. W regionie rozwinął się przemysł lekki.